# Феріче (Біхор)
Феріче (рум. Ferice) — село у повіті Біхор у Румунії. Входить до складу комуни Бунтешть.
Село розташоване на відстані 370 км на північний захід від Бухареста, 66 км на південний схід від Ораді, 83 км на захід від Клуж-Напоки, 139 км на північний схід від Тімішоари.

## Населення
За даними перепису населення 2002 року у селі проживали 550 осіб, усі — румуни. Усі жителі села рідною мовою назвали румунську.